# Babar der Elefant
Der Elefant Babar ist der Held einer Kinderbuchreihe. Zum ersten Mal taucht er in Jean de Brunhoffs Buch L’Histoire de Babar von 1931 auf (auf Deutsch als Die Geschichte von Babar, dem kleinen Elefanten erschienen). Es basiert auf einer Geschichte, die sich Jean de Brunhoffs Frau Cécile für ihre Kinder ausgedacht hat. Inspiriert wurde zumindest der Name der Titelfigur durch den dressierten Elefanten Baba, der in der ersten Hälfte des 19. Jahrhunderts auf europäischen Jahrmärkten als „schmausender Elefant“ vorgeführt wurde.
Bis zu seinem Tod 1937 veröffentlichte de Brunhoff sieben Babar-Geschichten. Danach setzte sein Sohn Laurent die Serie fort. Die Geschichten inspirierten mehrere Fernseh- und Zeichentrickserien sowie Zeichentrickfilme.

## Die Geschichte von Babar, dem kleinen Elefanten
Nach der Ermordung seiner Mutter durch Jäger landet Babar in einer Stadt. Dort nimmt ihn eine alte Frau unter ihre Fittiche und erzieht ihn wie ein Menschenkind. Als junger Mann kehrt er in den Urwald zurück. Da der alte König der Elefanten an einer Pilzvergiftung gestorben ist, nimmt Babar dessen Platz ein. Er macht seine Cousine Celeste zur Königin. Er gründet die Stadt Celesteville, wo die Elefanten nach dem Vorbild der menschlichen Zivilisation leben.
Wichtige Personen sind der Affe Zephir, Babars Berater Cornelius und Pompadour, sein Cousin Arthur sowie seine Kinder Flora, Pom und Alexander. Auch die alte Dame kommt nach Celesteville. Babars Gegenspieler ist Rataxes, König der kriegerischen Nashörner.

## Kritische Auseinandersetzung
Die Geschichte um Babar sei oberflächlich betrachtet entzückend, so Herbert R. Kohl und Vivian Paley, könne aber auch als Rechtfertigung des Kolonialismus interpretiert werden. Ariel Dorfman sah darin, wie Brunhoff die Unabhängigkeit des Landes der Elefanten darstellt, eine Vorwegnahme der Entwicklung des Kolonialismus zum Neokolonialismus nach Unabhängigkeit der früheren Kolonien. 2012 wurde Babar’s Travels, das zweite Buch mit Babar, in East Sussex aus Bibliotheken entfernt, nachdem sich Eltern über die stereotype Darstellung von Afrikanern beschwert hatten. Einen positiveren Blick auf die Figur wirft 2008 Adam Gopnik im New Yorker. Er argumentiert, die Geschichten seien nicht einfach Ausdruck französischer kolonialistischer Vorstellungen, sondern eine sich selbst bewusste, satirische Auseinandersetzung mit dem französischen Kolonialismus und dem damaligen französischen Selbstbild, dem Reiz der Stadt, der Zivilisation und des bürgerlichen Lebens.

## Bücher
Jean de Brunhoff und sein Sohn Laurent schrieben und illustrierten folgende Babar-Bücher:
Jean de Brunhoff:
- Histoire de Babar (1931) – Deutscher Titel: Die Geschichte von Babar, dem kleinen Elefanten
- Le Voyage de Babar (1932) – Deutscher Titel: Babar auf Reisen
- Le Roi Babar (1933) – Deutscher Titel: König Babar
- L’ABC de Babar (1934) – Deutscher Titel: Babars ABC
- Les vacances de Zéphir (1936) – Deutscher Titel: Zephir macht Ferien
- Babar en famille (1938) – Deutscher Titel: Familie Babar
- Babar et le père Noël (1941) – Deutscher Titel: Babar und der Weihnachtsmann

Laurent de Brunhoff:
- Babar et ce coquin d'Arthur (1948)
- Pique-nique chez Babar (1949)
- Babar dans l'Île aux oiseaux (1952)
- La fête à Célesteville (1954)

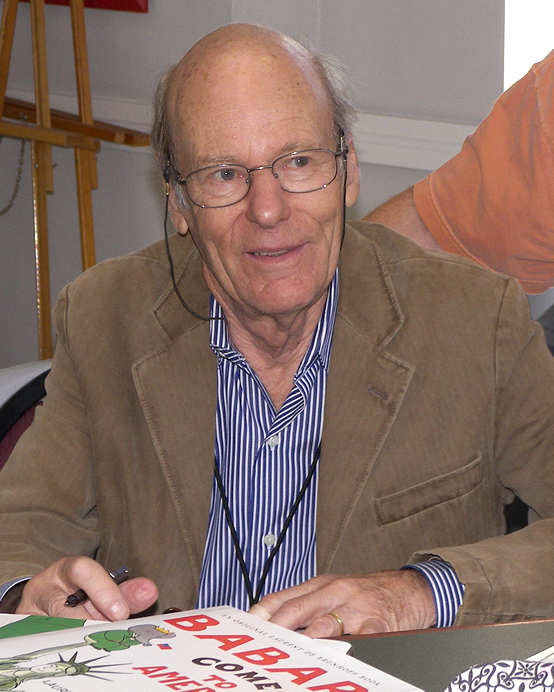
Laurent de Brunhoff, 2008

- Babar et le professeur Grifaton (1956)
- Le château de Babar (1961)
- Je parle anglais avec Babar (1963)
- Je parle allemand avec Babar (1966)
- Je parle espagnol avec Babar (1966)
- Babar à New York (1966)

## Vertonungen
Die Geschichte des ersten Babar-Buches wurde von Francis Poulenc vertont. Zunächst entstand in den Jahren 1940–1945 eine Fassung für Erzähler und Klavier. Erst 1959 wurde das Stück durch Jean Françaix orchestriert.
Die Geschichte des zweiten Babar-Buches, Babar auf Reise (Le Voyage de Babar, The Travels of Babar usw.) wurde von Raphael Mostel vertont, und ist ursprünglich für Erzähler, Klarinette, Fagott, Kornett, Posaune, Viola, Cello, Klavier und Schlagzeug konzipiert. Eine Orchesterversion ist in Vorbereitung.

## Verfilmungen

### Fernsehserien
- Babar der kleine Elefant (1969–1970)
- Babar der Elefantenkönig (1989–1994)
- Babar und die Abenteuer von Badou (2010–2011)

### Filme
- Babar – Der Film (1989)
- Babar – König der Elefanten (1999)